# Billie Burke
Billie Burke (Washington D. C., 7 d’agost de 1884 – Los Angeles (Califòrnia), 14 de maig de 1970) va ser una actriu de teatre, cinema  i radio. Nominada a l’Oscar a la millor actriu secundària pel seu paper d’Emily Kilbourne a la pel·lícula “Merrily We Live” (1938) és sobretot coneguda pel seu paper de bruixa bona del Nord a la pel·lícula El màgic d'Oz (1939).

## Biografia
Mary William Ethelbert Appleton Burke (més tard Billy Burke) va néixer a Washington D.C., filla de Blanche (de soltera Beatty) i del seu segon marit, William "Billy" Ethelbert Burke. De nena va acompanyar en una gira pels Estats Units i Europa al seu pare, que era un cantant i pallasso que treballava per al circ Barnum & Bailey. La seva família es va establir a Londres ella va fer el seu debut a l'escenari el 1903 amb “The School Girl“. A Londres també va participar a “The Duchess of Dantzic” (1903) i “The Blue Moon” (1904). Més tard va tornar als Estats Units per protagonitzar comèdies musicals a Broadway on va debutar el 31 d’agost de 1907.  Entre els espectacles de Broadway que va protagonitzar entre el 1910 i el 1913 es poden esmentar “Mrs. Dot”, “Suzanne”, “The Runaway”, “The ‘Mind-the-Paint’ Girl”, “The Land of Promise” i “The Amazons”. A Broadway, en una festa de cap d’any, va conèixer el productor Florenz Ziegfeld amb qui es casaria aquell mateix any. Dos anys més tard van tenir una filla, l’escriptora Patricia Ziegfeld Stephenson (1916–2008).   
Burke va fer el seu debut cinematogràfic amb un paper fou a la pel·lícula “Peggy” (1915) que fou un èxit. Aviat guanyava el que suposadament era el sou més alt de qualsevol actriu de cinema fins aquell moment. Al seu primer llargmetratge el seguir el serial de 15 capítols “Gloria's Romance” (1916), que també fou aclamat per la crítica. El 1917 era una de les actrius més populars, rivalitzant amb Mary Pickford, Lillian Gish, Clara Kimball Young i Irene Castle. Fou la protagonista de diferents drames i comèdies i la seva feminitat i capacitat interpretativa s’ajuntaren amb el seu sentit de la moda per esdevenir una de les actrius preferides del públic femení. Malgrat el seu èxit al cinema, Burke finalment va tornar als escenaris, apareixent a “Caesar's Wife” (1919), “The Intimate Strangers” (1921), “The Marquise” (1927) i “The Happy Husband” (1928). 
Burke va tornar a Hollywood el 1932 per interpretar Margaret Fairfield a “A Bill of Divorcement”, en el que fou el debut de Katharine Hepburn. Durant la producció de la pel·lícula es produí la mort del seu marit Florenz Ziegfeld. L’any següent participà en la pel·lícula "El sopar és a les vuit" de George Cukor que constituí un gran èxit i rellançà la seva carrera. El 1937 va protagonitzar “Topper” a la que seguirien dues seqüeles. L’any següent seria nominada a millor actriu secundària pel seu paper a “Merrily We Live” (1938) El 1939 interpretaria el paper de Glinda, la bruixa bona del nord a la pel·lícula "El màgic d'Oz" (1939). Va continuar apareixent en pel·lícules durant la dècada de 1940 però cada cop tingué més dificultats per trobar papers importants. Després de participar en “Sergeant Rutledge” (1960), es va retirar. Va morir el 14 de maig de 1970 als 85 anys.

## Filmografia

### Cinema mut
- Our Mutual Girl (1914)
- Peggy (1916)
- Gloria's Romance (1916)
- The Mysterious Miss Terry (1917)
- Arms and the Girl (1917)
- The Land of Promise (1917)
- Eve's Daughter (1918)
- Let's Get a Divorce (1918)
- In Pursuit of Polly (1918)
- The Make-Believe Wife (1918)
- Good Gracious, Annabelle (1919)
- The Misleading Widow (1919)
- Sadie Love (1919)
- Wanted: A Husband (1919)
- Away Goes Prudence (1920)
- The Frisky Mrs. Johnson (1920)
- The Education of Elizabeth (1921)

### Cinema sonor
- Glorifying the American Girl (1929)
- A Bill of Divorcement (1932)
- Cap a les altures (1933)
- El sopar és a les vuit (1933)
- Only Yesterday (1933)
- Where Sinners Meet (1934)
- Finishing School (1934)
- We're Rich Again (1934)
- Forsaking All Others (1934)
- Society Doctor (1935)
- After Office Hours (1935)
- Becky Sharp (1935)
- Doubting Thomas (1935)
- She Couldn't Take It (1935)
- A Feather in Her Hat (1935)
- Splendor (1935)
- My_American_Wife (1936)
- Piccadilly Jim (1936)
- Craig's Wife (1936)
- Parnell (1937)
- Topper (1937)
- The Bride Wore Red (1937)
- Navy Blue and Gold (1937)
- Everybody Sing (1938)
- Merrily We Live (1938)
- The Young in Heart (1938)
- Topper Takes a Trip (1939)
- Zenobia (1939)
- Bridal Suite (1939)
- El màgic d'Oz (1939)
- Eternally Yours (1939)
- Remember? (1939)
- The Ghost Comes Home (1940)
- And One Was Beautiful (1940)
- Irene (1940)
- The Captain Is a Lady (1940)
- Dulcy (1940)
- Hullabaloo (1940)
- The Wild Man of Borneo (1941)
- Topper Returns (1941)
- One Night in Lisbon (1941)
- L'home que va venir a sopar (1942)
- What's Cookin'? (1942)
- In This Our Life (1942)
- They All Kissed the Bride (1942)
- Girl Trouble (1942)
- Hi Diddle Diddle (1943)
- So's Your Uncle (1943)
- You're a Lucky Fellow, Mr. Smith (1943)
- Gildersleeve on Broadway (1943)
- Swing Out, Sister (1945)
- The Cheaters (1945)
- Breakfast in Hollywood (1946)
- The Bachelor's Daughters (1946)
- Billie Gets Her Man (1948)
- The Barkleys of Broadway (1949)
- And Baby Makes Three (1949)
- The Boy from Indiana (1950)
- El pare de la núvia (1950)
- Three Husbands (1950)
- Father's Little Dividend (1951)
- Small Town Girl (1953)
- The Young Philadelphians (1959)
- El sergent negre (1960)
- Pepe (1960)